# Plague Inc.
Plague Inc. là một trò chơi video mô phỏng chiến lược thời gian thực, được phát triển và phát hành bởi nhà phát hành studio trò chơi Ndemic Creations có trụ sở tại Anh lần đầu được phát hành trên Hệ điều hành IOS vào ngày 26 tháng 5 năm 2012. Người chơi tạo ra và phát triển mầm bệnh trong nỗ lực tiêu diệt quần thể người bằng một đại dịch chết người. Trò chơi sử dụng mô hình dịch bệnh với một bộ tham số phức tạp và gần giống như thực tế  để mô phỏng sự lây lan và mức độ nghiêm trọng của bệnh dịch.
Phiên bản Steam (PC, Mac và Linux) và console có tên Plague Inc: Evolved, và bao gồm các điều chỉnh và bổ sung cho lối chơi.
Plague Inc. đã có hơn 85 triệu tải xuống và được các nhà phê bình tích cực đón nhận. Trò chơi này đoạt giải nhì trong Giải thưởng IGN Game of the Year 2012 cho 'Trò chơi chiến lược tổng thể hay nhất'. Trò chơi tiếp tục có một cộng đồng tích cực và được cập nhật thường xuyên.
Vào năm 2017, nhà phát triển đã phát hành một trò chơi bảng vật lý dựa trên Plague Inc. có tên Plague Inc.: The Board Game.
Trò chơi đã chứng kiến sự gia tăng lớn số lượng người dùng mới ở một số quốc gia sau khi bùng phát virus lớn như dịch Ebola 2014-2016 và đại dịch COVID-19 2019-2022. Vào tháng 2 năm 2020, trò chơi đã bị xóa khỏi App Store của Apple tại Trung Quốc sau khi các nhà quản lý Trung Quốc cho biết trò chơi có "nội dung bất hợp pháp".

## Đặc điểm trò chơi
Plague Inc. là một trò chơi mô phỏng chiến lược, trong đó người chơi gián tiếp điều khiển một đại dịch sau khi đã lây nhiễm cho bệnh nhân số 0. Người chơi có thể chọn giữa các chế độ chơi và mầm bệnh khác nhau và hoàn thành mục tiêu do chế độ chơi đặt ra bằng cách phát triển bệnh dịch và thích nghi với các môi trường khác nhau. Các mục tiêu bao gồm, nhưng không giới hạn ở: Làm lây nhiễm và giết chết toàn bộ dân số thế giới bằng mầm bệnh, nô dịch hóa thế giới bằng "Neurax Worm" hoặc biến toàn bộ thế giới thành thây ma với "Necroa Virus". 
Tuy nhiên, có một áp lực về thời gian để hoàn thành trò chơi trước khi con người, đối thủ của đại dịch, phát triển hoàn thành phương pháp chữa trị bệnh dịch hoặc toàn bộ vật chủ (con người) chết và sót lại một lượng người nếu như Tỉ lệ tử vong (lethality) quá cao.
Nhà phát triển đã nói rằng nó "hơi giống bộ phim Contagion ngoại trừ bạn đang ở phía bên kia", bộ phim Contagion là nguồn cảm hứng một phần cho trò chơi theo nhà phát triển. Nhà phát triển cho biết trò chơi được lấy cảm hứng một phần từ Pandemic 2, một trò chơi Flash dựa trên trình duyệt được phát hành vào năm 2008 bởi Dark Realm Studios.

## Các Chế độ chơi và Các loại Dịch bệnh

#### Chế độ chơi gốc
Người chơi có thể chơi nhiều loại mầm bệnh khác nhau, mỗi loại đều có ưu và nhược điểm riêng ảnh hưởng đến sự tiến hóa của bệnh. Ban đầu, người chơi chỉ có thể chọn "Bacteria" (vi khuẩn). Các mầm bệnh tiếp theo được mở khóa bằng cách chiến thắng trò chơi với trò chơi trước đó ở chế độ Normal hoặc Brutal. Chúng bao gồm "Virus", "Fungus" (nấm), "Parasite" (ký sinh trùng), "Prion" (thể đạm độc), "Nano-Virus" và "Bio-Weapon" (vũ khí sinh học). Ngoài ra còn có các loại bệnh dịch đặc biệt hư cấu, bao gồm Neurax Worm điều khiển tâm trí, Necroa Virus gây ra đại dich zombie, "Simian Flu" từ "Rise of the Planet of the Apes" và "Shadow Plague" theo chủ đề ma cà rồng.

#### Chế độ Kịch bản Chính thức (Official Scenarios)
Ra mắt cùng với phiên bản 1.7 của trò chơi (17/10/2013) với $0,99 cho từng loại, $2,99 cho từng gói hoặc $10,99 trọn gói mở rộng ($4,99 nếu đã mở khoá toàn bộ gene và mầm bệnh).
Tính đến tháng 4/2022 có tất cả 26 kịch bản Chính thức nằm trong phiên bản 1.18 của trò chơi

##### Trường hợp của HIV/AIDS:
HIV/AIDS là 1 kịch bản dịch bệnh bị loại bỏ trong bản cập nhật 1.7 của trò chơi khi mà người chơi sử dụng HIV/AIDS để lây nhiễm và xóa sổ thể giới. Lý do cho việc này có thể là do nó đã bị hủy trong quá trình cập nhật phiên bản 1.7 vì có liên quan đến Tình dục và Ma túy, khiến cho xếp hạng độ tuổi của trò chơi bị tăng lên; đồng thời cũng vì Ndemic Creations cảm thấy nó "quá chân thật" do HIV/AIDS vẫn còn là 1 dịch bệnh còn tồn tại và ảnh hưởng đến một số nhóm người nhất định.

#### Chế độ Kịch bản Tuỳ chọn (Creator Scenarios)
Ra mắt cùng với Official Scenarios, Creator Scenarios cho phép người chơi tải và chơi các Kịch bản do cộng đồng Plague Inc. tạo nên.
Để có thể tạo ra các Kịch bản, ta cần có Plague Inc. Scenario Creator với mức giá $2,99 cho cả App Store và Play Store.

## Phát triển trò chơi
Vào tháng 7 năm 2014, Ndemic Creations hợp tác với 20th Century Fox trong bản cập nhật có chủ đề gắn với bộ phim Dawn of the Planet of the Apes. Người chơi sẽ phát triển virus "Simian Flu", loại virus sẽ giết chết con người trong khi biến loài khỉ trở nên thông minh hơn. Người chơi sẽ phát tán virus để diệt trừ loài người trong khi giúp loài vượn sống sót và thăng tiến.
Vào năm 2017, nhà phát triển đã phát hành một trò chơi hội đồng vật lý dựa trên Plague Inc. có tên là Plague Inc: The Board Game. $355.000 đã được sử dụng để phát triển trò chơi trên Kickstarter. Theo nhà phát hành James Vaughan, "[anh ấy] thực sự muốn thử thách làm một trò chơi vật lý song hành với trò chơi điện tử - đặc biệt là khi các trò chơi trên bàn ngày càng trở nên phổ biến hiện nay".
Vào ngày 6 tháng 12 năm 2018, Ndemic Creations phát hành Rebel Inc. một trò chơi tương tự có chủ đề chính trị xoay quanh "sự phức tạp và hậu quả của sự can thiệp của nước ngoài và cuộc nổi dậy chống đối." Trong trò chơi, người chơi phải ổn định một đất nước thời hậu chiến. đồng thời ngăn chặn quân nổi dậy giành chính quyền. Mặc dù trò chơi ban đầu chỉ có trên iOS, một bản dành cho thiết bị Android đã được phát hành vào ngày 11 tháng 2 năm sau đó.
Vào ngày 28 tháng 2 năm 2019, nhà phát hành thông báo rằng họ sẽ thêm một kịch bản về sự do dự làm vắc-xin vào trò chơi, sau khi một bản kiến nghị của Change.org đã thu hơn 10,000 chữ kí. Vào ngày 24 tháng 3 năm 2020, nhà phát hành thông báo rằng họ sẽ thêm một chế độ về ngăn chặn sự bùng phát và lây lan của virus corona.

## Plague Inc. The Cure
Vào ngày 22 tháng 3 năm 2020, Ndemic Creations đã đóng góp $250.000 cho Liên minh Đổi mới Chuẩn bị sẵn sàng Dịch bệnh (CEPI) và Quỹ Đoàn kết Ứng phó COVID-19 của Tổ chức Y tế Thế giới (WHO) và hứa hẹn sẽ có một Bản cập nhật lớn (1.18) sau đó.
Vào ngày 11 tháng 11 năm 2020, Ndemic Creations thêm một chế độ chơi mới vào trò chơi, có tên là "Plague Inc. The Cure", là một chế độ mà người chơi chống lại đại dịch, cố gắng để chữa khỏi cho tất cả người nhiễm. Ban đầu chế độ chỉ mới phát hành trên phiên bản di động, sau đó chế độ đã dược thêm vào bản Evolved trên PC và Console trong lần cập nhật nội dung vào ngày 28 tháng 1 năm 2021.
Bản DLC này sẽ được phát hành miễn phí cho đến khi COVID-19 được kiểm soát trên toàn cầu.